# Bothe & Ehrmann
Die Kunstmöbelfabriken und Bautischlereien, Bothe & Ehrmann – J.W. Müller Aktiengesellschaft war ein Möbelhersteller mit Sitz in Wien.

## Geschichte
Die Möbelfirma „Bothe & Ehrmann“ ging auf den Zusammenschluss von Eugen Ferdinand Bothe (1842 Mailand – 12. Oktober 1922 Wien) und Salomon Ehrmann († Februar 1920) zurück. Bothe war ein kroatischer Unternehmer, der sich 1861 auf den Handel von Gewürzen spezialisierte. 1872 verlagerten sich seine Geschäftsinteressen auf das Kunstgewerbe. 1889 eröffnete er die „Größte Möbelhalle und Polstermöbel Fabrik E. F. Bothe“ in Zagreb. 1893 machte er seinen Assistenten Salomon Ehrmann zum Geschäftspartner. Dieser entstammte einer jüdischen Industriellenfamilie, die in der Holzindustrie tätig war. Gemeinsam gründeten die beiden im Oktober 1895 die Möbelfirma „Bothe & Ehrmann“ mit Sitz in Zagreb. 1898 erhielten sie den Titel des „k. k. Hoflieferanten“. 1910 wurde das Unternehmen in eine Aktiengesellschaft umgewandelt. 1919 übernahmen die beiden Cousins von Salomon Ehrmann, die Brüder Aleksandar (14. September 1879 Pidbusch – 13. April 1965 Zagreb) und Oskar Ehrmann den Betrieb. Aleksandar Ehrmann nahm dabei eine entscheidende Führungsposition ein und konnte zahlreiche Erfahrungen in der Holzindustrie sammeln u. a. für die „Gebrüder Freundlich“ in München (1899 bis 1901), die „Brüder Engel“ in Wien (1901 bis 1903) und für das Familienunternehmen „Slavonija“ im kroatischen Slavonski Brod (1916 bis 1934). Seine langjährige Erfahrung trug dazu bei, dass „Bothe & Ehrmann“ auch nach dem Zusammenbruch der Kaiserzeit im neu gegründeten Jugoslawien erfolgreich tätig war und bis 1934 rund 500 Mitarbeiter beschäftigte. 1937 wurde das kroatische Unternehmen aufgrund der Weltwirtschaftskrise aufgelöst.

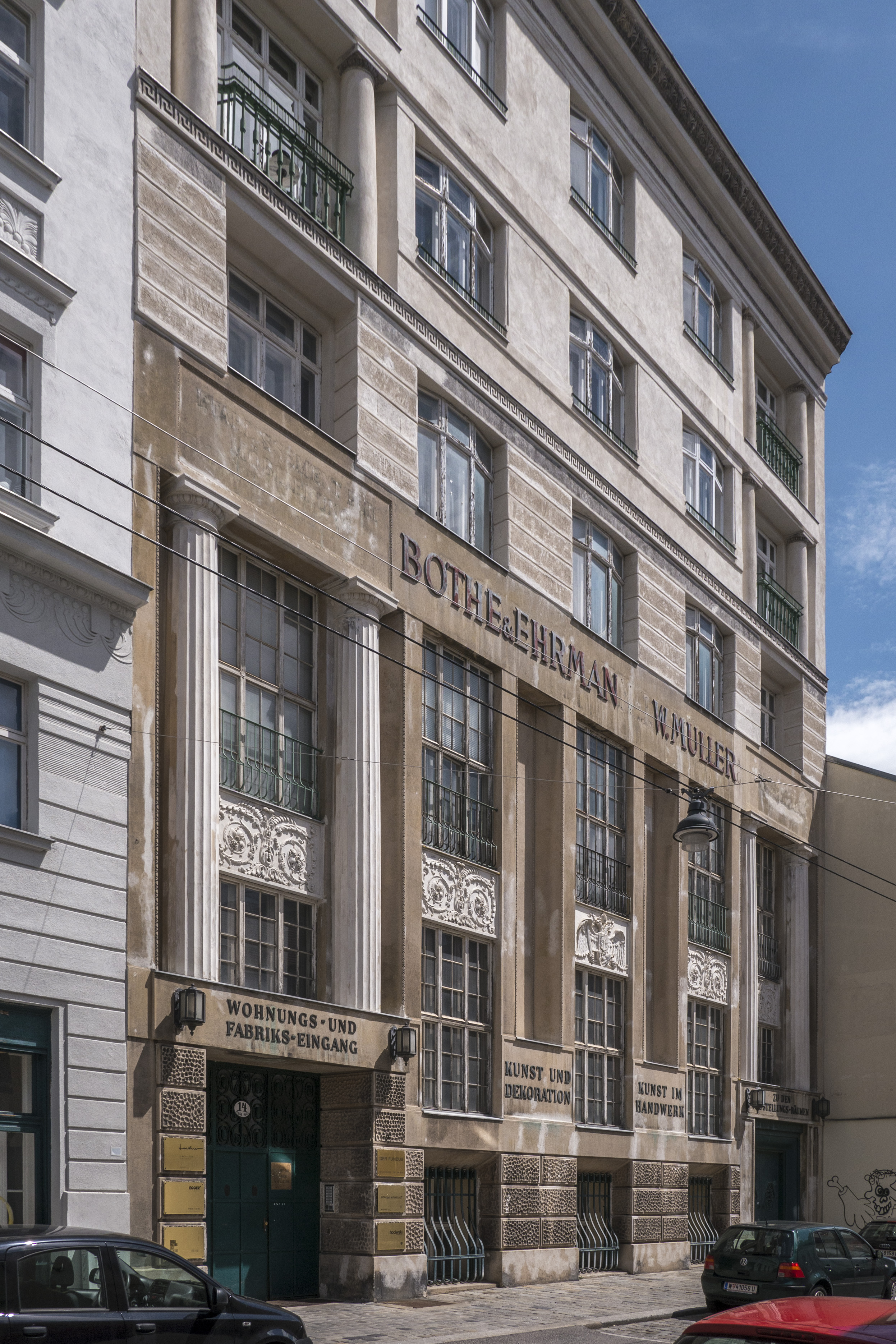
Firmengebäude Bothe & Ehrmann in der Schlossgasse 14

Ab 1898 hatte die Firma eine Niederlassung in Wien, wobei sie mehrmals den Standort wechselten. 1912/1913 wurde nach Plänen des Architekten Ernst Epstein (4. Januar 1881 Wien – 21. Mai 1938 Wien) und des Baumeisters Guido Gröger (20. April 1874 Berging bei Ybbs an der Donau – 23. Dezember 1950 Wien) das neue Firmengebäude in der Schlossgasse 14 in Wien V errichtet. Der Betrieb konzentrierte sich auf die Erzeugung und den Handel von Tischlerwaren, Dekorations- und Tapeziererarbeiten. Am 6. Dezember 1915 wurde unter der Leitung von Salomon Ehrmann und Leopold Pilzer (1871–1959) das Wiener Unternehmen in eine Gesellschaft mit beschränkter Haftung umgewandelt. Die neue Gesellschaftsform bewirkte ein unabhängiges Handeln vom kroatischen Unternehmen. Am 25. Oktober 1927 wurde die Firma in eine Aktiengesellschaft umgewandelt. Am 2. Oktober 2013 gab das Wiener Unternehmen seinen Konkurs bekannt.
„Bothe & Ehrmann“ galt als einer der bedeutendsten Möbelproduzenten in der österreichisch-ungarischen Donaumonarchie mit Sitz in Zagreb und Wien. Ihre Aktivitäten konzentrierten sich auf die Ausstattung von öffentlichen und privaten Einrichtungen wie Wohnungen, Büros, Banken, Hotels, Cafés und Restaurants. Zu ihren Arbeiten zählten u. a. die erste kroatische Sparkasse in Zagreb (1899/1900), das Südbahnhotel am Semmering (1909), die Otto Wagner Wohnung in der Döblergasse 4 in Wien VII (1912) und die Postsparkasse in Wien I (1912/1913). Die Firma exportierte ihre Stilmöbel u. a. nach Rumänien, Bulgarien, Griechenland, Italien und Ägypten und beteiligte sich an internationalen Ausstellungen wie der Weltausstellung in Paris 1878, der Millenniumsausstellung in Budapest 1896, der Weltausstellung in Paris 1900.